# Fort de Roovere

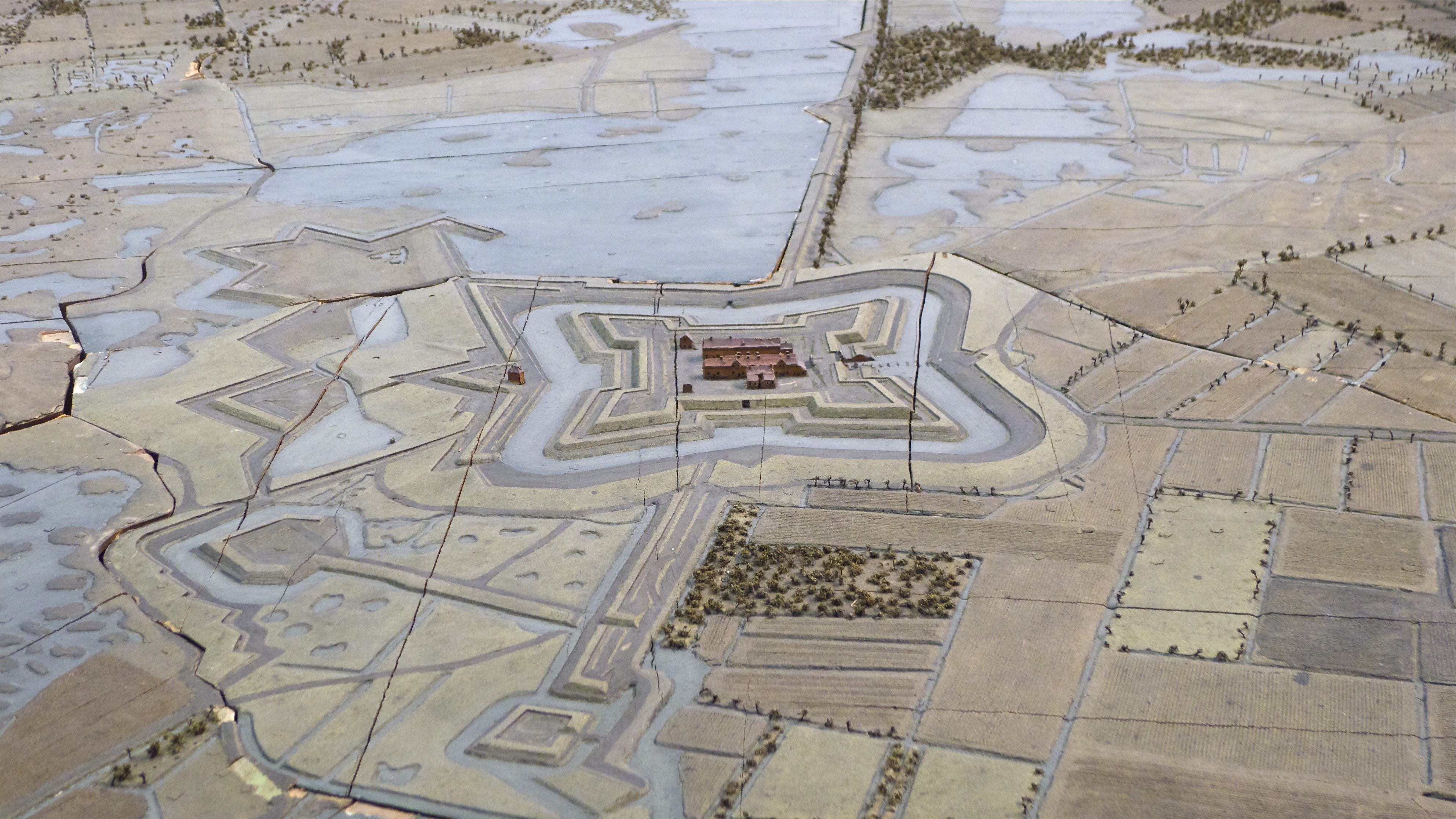
Fort de Roovere năm 1751

Fort de Roovere là một di tích pháo đài được xây dựng từ thế kỷ 17 để chống lại những cuộc xâm lược của quân Pháp và Tây Ban Nha, tại làng Halsteren trong khu đô thị của Bergen op Zoom thuộc tỉnh Bắc Brabant, Hà Lan.
Trong những năm 1920- ?, pháo đài Roovere đã rơi vào tình trạng hư hỏng lớn và chỉ vừa mới được phục hồi thông qua đóng góp.

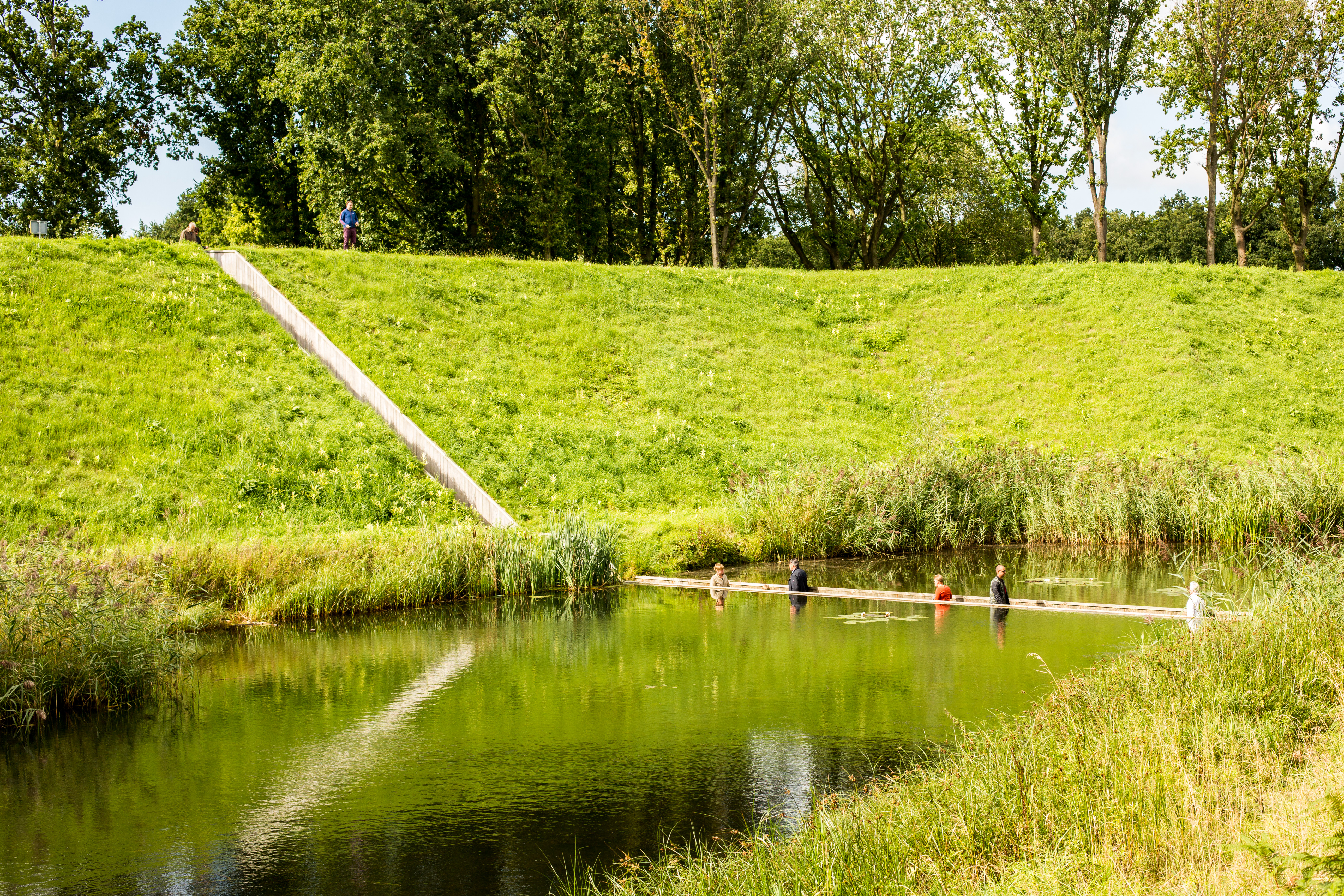
Cầu Moses

## Cầu Moses
Cầu Moses là cây cầu được làm bằng gỗ láng với phần lớn chìm dưới mặt nước và như một cầu máng "vô hình", cầu dẫn đến di tích pháo đài Fort de Roovere.

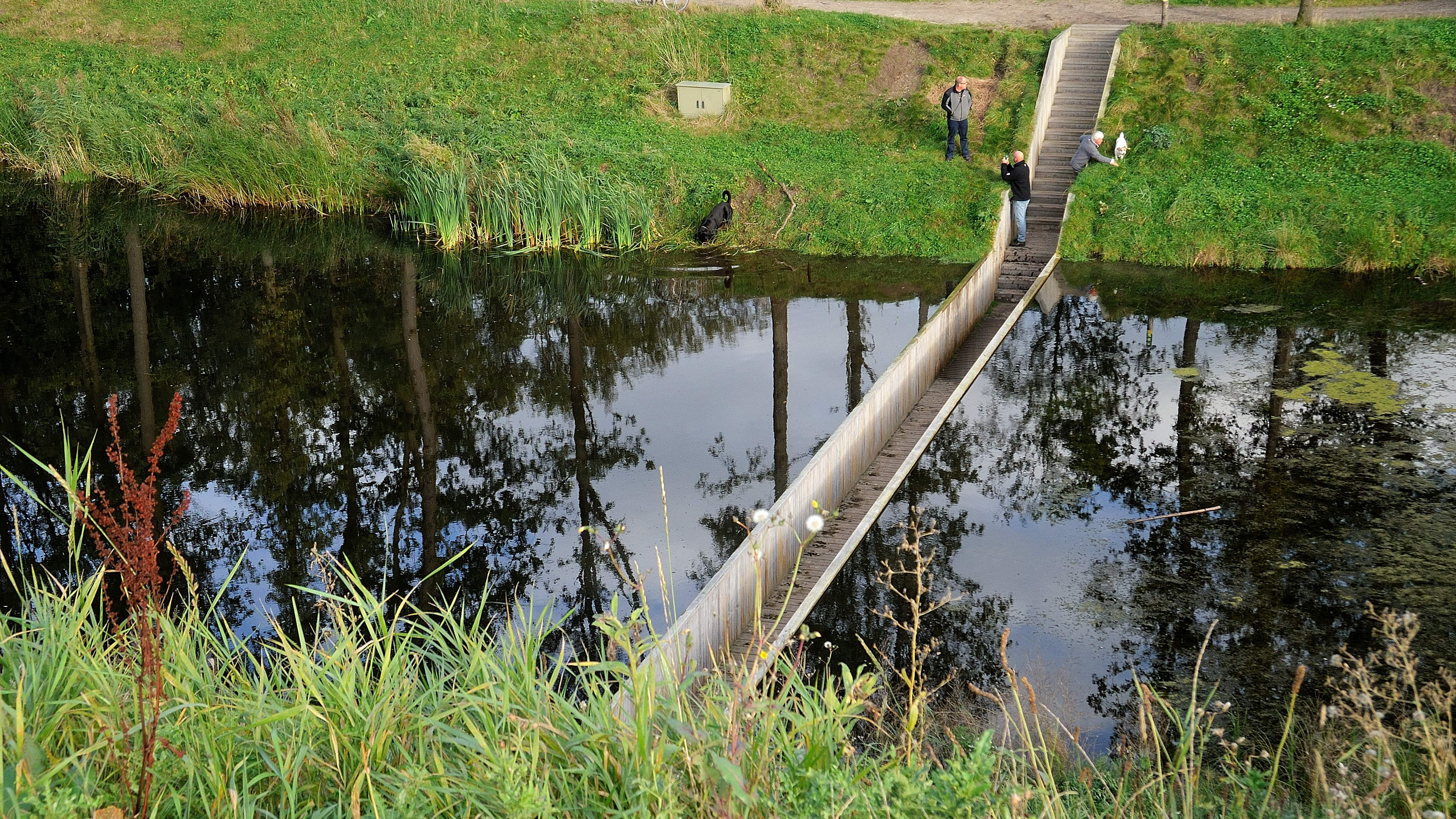
Một góc khác của cầu

Khi pháo đài được phục hồi và trở thành một điểm tham quan, các kiến trúc sư đã muốn xây dựng một cây cầu băng qua con hào phòng thủ nhưng không làm thay đổi kiến trúc của pháo đài và khung cảnh thiên nhiên. Các nhà thiết kế, công ty kiến trúc RO & AD quyết định xây dựng một cây cầu ngập một phần, làm cho nó thực tế như là "vô hình". Thiết kế này (được xây dựng bằng gỗ Accoya) cho phép người đi qua hầu như không bị phát hiện tại mực nước: chỉ có một vài người đứng đầu nhấp nhô thường nhìn thấy được. Xây dựng của nó là hoàn toàn bằng gỗ láng với lá.
Cầu mang tên nhà tiên tri Moses để liên tưởng đến phép lạ rẽ nước biển Đỏ dẫn dân Do Thái thoát khỏi Ai Cập.